# موژان آریا
موژان آریا (انگلیسی: Mojean Aria؛ زادهٔ) یک هنرپیشه اهل استرالیا و ایرانی‌تبار است که بیشتر برای ایفای نقش گثر بکس در مجموعه تلویزیونی دیدن شناخته شده است. . وی همچنین برنده جایزه بورس تحصیلی سالانه هیت لجر سال ۲۰۱۷ شده است.

## زندگی شخصی
موژان در شهر سیدنی استرالیا از یک خانواده ایرانی به دنیا آمد و بزرگ شد و یک برادر بزرگتر دارد. مادر و پدر موژان وقتی او تنها شش ساله بود، طلاق گرفتند و او با مادرش در یک هتل بزرگ شد. در ۱۴ سالگی مدرسه بازیگری استرالیا به نام NIDA ثبت نام کرد و در سن بسیار جوانی پا به عرصه بازیگری گذاشت و جای خود را روی صحنه پیدا کرد.
خانواده وی پس از انقلاب ایران به استرالیا مهاجرت کردند. پدر وی که تحصیلات مهندسی را در آمریکا گذرانده بود برای خدمت به کشورش به ایران بازمی‌گردد و سه سال قبل از انقلاب به عنوان مهندس صنایع الکترونیک دریایی با نیروی دریایی ایران وارد همکاری می‌شود اما پس از انقلاب و فشارهای افراطیون و ممانعت از انجام فعالیتهای تخصصی وی، به اجبار و به دعوت دولت استرالیا و تحت ویزای جذب نخبگان فنی به استرالیا مهاجرت کرده و بعنوان استاد دانشگاه مشغول تدریس می‌شود و سپس با تأسیس شرکت کامپیوتری مانوش اوتومیشن و نیز فعالیت‌های تجاری و بازرگانی بهمراه همسر خویش در استرالیا بعنوان فردی بسیار موفق و خوشنام شناخته می‌شود موژان فرزند دوم خانواده است و یک برادر بزرگتر فعال در حوزه اقتصاد دارد موژان بعلت علاقه شدید به بازیگری بر خلاف برادر بزرگتر راه پدر را ادامه نداد اما در نهایت در کنار حمایتهای مادرش موافقت پدر را نیز بدست می‌آورد اما پدر در کنار حمایت خود شرط می‌کند تا خانواده وی از شهرت بدور و از چشم رسانه‌های زرد مخفی بمانند. بعدها پدر وی به خبرنگار کیهان سیدنی که از نشریه‌های ایرانیان در استرالیاست گفت علت مخالفتش با فعالیت موژان این بوده که معتقد بوده موفقیت در حوزه سینما و تلویزیون باعث می‌شود حریم خصوصی فرد مشهور بارها توسط مردم و رسانه‌ها شکسته شود و افراد مشهور آزادی عمل سایر اعضای جامعه در زندگی شخصی را ندارند و حتی مجبور می‌شوند در زندگی خصوصی هم نقش بازی کنند.
او از سال ۲۰۱۴ در لس آنجلس زندگی می‌کند. او همچنین در مصاحبه ای اعلام کرده که عاشق ادبیات فارسی و شعر صوفی است.
وی در سال ۲۰۱۷، به خاطر بازی در نقش جوانی جیک لاموتا در فیلم مستقل The Bronx Bull مورد تقدیر قرار گرفت و نهمین جایزه بورسیه تحصیلی هیث لجر را دریافت کرد و موفقیت خود را مدیون مادرش دانست.

## فیلم‌شناسی

### فیلم‌ها
| سال            | عنوان فیلم            | نقش                   | یادداشت‌ها                                         |
| -------------- | --------------------- | --------------------- | ------------------------------------------------- |
| اعلام خواهد شد | Beast in Me           | میلون                 | بازیگر                                            |
| اعلام خواهد شد | Ingress               | مامور جک جوریان       | بازیگر                                            |
| اعلام خواهد شد | Come Clean            | لوس                   | بازیگر و مدیر اجرایی تولید                        |
| اعلام خواهد شد | This Tempting Madness | تونی                  | بازیگر                                            |
| اعلام خواهد شد | Thief of Sleep        | Ahrash                | بازیگر، نویسنده و تهیه‌کننده                       |
| ۲۰۲۴           | خبرنگار               | علا عبد الفتاح        | بازیگر                                            |
| ۲۰۲۳           | پاییز شیدا            | فرهاد                 | بازیگر                                            |
| ۲۰۲۲           | کاج                   | سانی                  | فیلم کوتاه؛ بازیگر و تهیه‌کننده                    |
| ۲۰۲۲           | آخرین شکار انسان      | رندالف                | بازیگر                                            |
| ۲۰۲۲           | مأمور اجرا            | استری                 | بازیگر                                            |
| ۲۰۲۲           | کا پو                 | الی                   | بازیگر، نویسنده و تهیه‌کننده                       |
| ۲۰۲۱           | خاطره‌پردازی           | سباستین               | بازیگر                                            |
| ۲۰۲۰           | لوسی                  | صاحب خانه             | فیلم کوتاه؛ بازیگر، نویسنده، تهیه‌کننده و کارگردان |
| ۲۰۲۰           | ماده ۱۹               |                       | فیلم کوتاه؛ بازیگر                                |
| ۲۰۱۹           | منو ببخش              | سینا                  | فیلم کوتاه؛ بازیگر                                |
| ۲۰۱۹           | خطر نزدیک             | ستوان دوم گوردون شارپ | بازیگر                                            |
| ۲۰۱۷           | چمدان                 | جو فرنِک               | فیلم کوتاه؛ بازیگر                                |
| ۲۰۱۷           | افکار خودکشی          | استیو                 | بازیگر                                            |
| ۲۰۱۶           | هارا کیری             | بتو                   | بازیگر                                            |
| ۲۰۱۶           | گاو برانکس            | جوانی جیک لاموتا      | بازیگر                                            |
| ۲۰۱۵           | خانواده هیبریدها      | بلَز                   | بازیگر                                            |
| ۲۰۱۴           | کودا                  | سرباز گمبل            | فیلم کوتاه؛ بازیگر                                |
| ۲۰۱۴           | آبان و خورشید         | آبان                  | فیلم کوتاه؛ بازیگر                                |

### سریال‌ها
| سال  | عنوان سریال  | نقش       | یادداشت‌ها           |
| ---- | ------------ | --------- | ------------------- |
| ۲۰۱۹ | دیدن         | گثر بکس   | بازیگر؛ ۴ اپیسود    |
| ۲۰۱۸ | مرده خوش‌شانس | مانی دلیر | سریال کوتاه؛ بازیگر |
| ۲۰۰۷ | همه قدیسین   | برِت توماس | بازیگر؛ ۱ اپیسود    |

## جوایز
| سال  | جایزه                | دسته‌بندی             | نتیجه |
| ---- | -------------------- | -------------------- | ----- |
| ۲۰۱۷ | استرالیایی‌ها در فیلم | جایزه بورسیه هیث لجر | برنده |